# 湖镇镇 (龙游县)
湖镇镇位于浙江省龙游县的东部，当地人称为“湖头街”。地处龙游县东部，东、东南与金华市婺城区洋埠镇、汤溪镇为邻，南接社阳乡，西南、西交东华街道，西北与小南海镇毗邻，北连模环乡，东北与金华市兰溪市游埠镇接壤，镇人民政府距龙游县城13千米， 行政区域面积102.58平方千米，下辖43个村，1个社区，截至2019年末，湖镇镇户籍人口为52047人。

## 历史沿革
湖镇历史悠久，现镇东部有重建于北宋年间的舍利塔。
北宋宣和三年（1121年），湖镇镇境域属白革湖镇。
- 明洪武元年（1368年），属湖头镇。

- 清宣统三年（1911年），设立湖镇。

- 民国三十八年（1949年）6月，属希唐、湖镇、七都、社阳、状元5个乡。

- 1950年2月，改属湖镇、下范、溪底杜、七都、杜家、岩头6个乡。

- 1954年4月，属湖镇镇和后陈、下范、溪底杜、七都、杜家、岩头6个乡。

- 1956年2月，属湖镇、七都、下库3个乡。

- 1958年9月，为东风（湖镇）人民公社。

- 1960年2月，分别属湖镇、七都、下库、洋埠4个管理区。

- 1961年7月，属湖镇、七都、下库、洋埠4个公社。

- 1984年1月，属湖镇、七都、下库3个乡。

- 1985年7月，复置湖镇镇。

- 1992年5月，湖镇镇、下库乡、七都乡合并，设立湖镇镇。

## 经济发展

### 综述
2011年，湖镇镇财政总收入12078.9万元，比上年增长3.4%，其中地方财政收入6452.8万元，比上年增长29.2%，人均财政收入2391元，农民人均纯收入9248元。 
2013年，湖镇镇有规模商场10家、大型集贸市场2家。营业额4.56亿元，农民年人均纯收入13183元，是1949年的84.51倍。
2018年，湖镇镇有营业面积超过50平方米以上的综合商店或超市7个。
2019年，湖镇镇有工业企业154个，其中规模以上企业24个，有营业面积超过50平方米以上的综合商店或超市35个。 

### 农业
2011年，湖镇镇农业总产值2.9亿元，比上年增长10.1%，农业增加值占全镇地区生产总值的12.9%，生产粮食24132吨，其中水稻20551.4吨，小麦446.4吨，棉花种植面积9246亩，产量1155.2吨；蔬菜种植面积8375亩，产量13876.4吨，生猪饲养量20.37万头，年末存栏9.2万头；家禽饲养量140.5万羽，上市家禽64.32万羽。 
2013年，湖镇镇农村经济总收入19.09亿元，农业产值3.77亿元，是1949年的96.66倍。

### 工业
2011年，湖镇镇工业总产值54.3亿元，比上年增长24.1%，工业增加值占全镇生产总值的62.3%，规模以上工业企业28家，实现工业增加值11.1亿元，比上年增长33.4%，其中大中型工业企业19家，实现工业增加值10.36亿元，比上年增长42.0%，销售收入达到亿元以上的企业11家，其中10亿元以上的1家。 

### 商贸
2011年末，湖镇镇有商业网点855个，社会商品销售总额达2.5亿元，比上年增长5.0%；城乡集市贸易成交额2.8亿元，比上年增长12.5%，出口75380万美元，比上年增长42.0%。 

### 金融业
2011年，湖镇镇有各类存款余额6.8亿元，各项贷款余额5.4亿元。 

### 邮电业
2011年，湖镇镇邮政业务收入190.2万元，全年电信业务收入850万元。 

## 社会事业

### 教育事业
2011年末，湖镇镇有幼儿园21所，在园幼儿1481人，专任教师100人；小学4所，在校生2412人，专任教师162人，小学适龄儿童入学率100%；初中1所，在校生1228人，专任教师104人，初中适龄人口入学率、小升初升学率、九年义务教育覆盖率均达100%，教育经费达380万元，比上年增长127.5%；财政预算内教育经费380万元，比上年增长127.5%，占财政总支出的比例为24.8%。 

### 文化事业
2011年末，湖镇镇有文化艺术团体55个，会员1650个；镇文化站1个，村文化活动中心39个；社区图书室39个，藏书8.9万册。 

### 医疗卫生
2011年末，湖镇镇有各级各类医疗卫生机构3个，病床30张，固定资产总值425万元，专业卫生人员45人，其中执业医师19人，执业助理医师10人，注册护士7人，医疗机构（门诊部以上）完成诊疗3.74万人次，新型农村合作医疗参合人数41251人，参合率95%。 

### 社会保障
2011年，湖镇镇城镇最低生活保障户数40户，人数54人，支出13.5万元，比上年增长13.7%，月人均208元，比上年增长11.6%；城市医疗救助372人次，支出15.08万元；民政部门资助参加合作医疗37人次，共支出0.4万元。农村最低生活保障户数1058户，人数1402人，支出188.42万元，比上年增长30.0%，月人均112元，比上年增长31.0%；农村五保集中供养55人，支出26.4万元；农村医疗救助162人次，民政部门资助参加合作医疗1402人次，共支出16.8万元。国家抚恤、补助各类优抚对象268人，抚恤事业费支出192.7万元，参加新型农村养老保险39394人，参保率95.0%。 

### 邮政电信
2011年末，湖镇镇有邮政网点1个，投递路线单程总长度260千米，乡村通邮率100%，电信企业1家，服务网点2个。固定电话用户22996户，移动电话用户32020户，宽带接入用户4536户。

### 基础设施
- 给排水

2011年末，湖镇镇镇区自来水厂1座，铺设干线水管12.4千米，生产能力8000吨/日，年工业用水73万吨、生活用水219万吨，居民自来水普及率96.7%；排水管道9.1千米，污水治理工程1项，日污水处理能力800吨。 
- 供电

2011年末，湖镇镇镇区拥有3.5万千伏及以上变电站（所）4座，主变压器6台，总容量18兆伏安，高压输电线路5条，总长度16千米，用电负荷8700千瓦。年售电量累计完成4200万千瓦时。 
- 园林绿化

2011年末，湖镇镇镇区有公园1个，公园面积0.16公顷，园林绿地面积2.4公顷，其中公共绿地2.4顷，绿化覆盖率30.5%。 

## 交通运输
2011年末，湖镇镇有铁路沪昆线过境，境内长11千米。兰贺线省道过境，境内长12千米。县乡（镇）级公路6条，总长36.7千米，镇区道路总长度18千米，道路铺装面积19.8万平方米。镇区桥梁1座，总长度0.3千米，镇区公交汽车线路3条，运营里程达21千米，年客运量38万人次。 

## 文化旅游

### 古镇古街古塔
湖镇是中国民间艺术之乡和浙江省历史文化村镇。镇北有通济古街，街宽约丈许，长约1华里，两侧均为明清时二层徽派建筑，依然保存完好。
通济街东段有国家级文物北宋代舍利塔（寺），始建年代已无考，重建于北宋嘉祐三年（1058年）重建。六面七层，楼阁式实心砖塔。高26.4米，基座砖砌，每面宽2.30米，须弥座高1.60米。每层每面有倚柱、佛龛呈壶门状，内置玉佛，底下四层玉佛已盗失。倚柱间用阑额相连，上有砖砌扶壁栱二朵，为四铺作出单杪。腰檐为菱角牙子叠涩组成，檐头挂风铃，顶部塔刹完整。风吹铃声清朗。

### 三叠岩
三叠岩风景区位于湖镇镇南5公里的龙丘山（九峰山）脉，距龙游县城约12公里，三叠岩风景区占地420公顷，被蜿蜒起伏的群山环抱，茂林修竹，鸟雀鸣转，岩洞独特。因天然洞岩凌空飞悬如楼三叠而得名，有“浙西名胜，东南灵洞”之誉。
三叠岩风景区景色迷人，地处群山环抱之中，茂林修竹，鸟鸣雀转，花香四季。底层岩洞称皇帝洞，岩背肖仙人形，附近有虎岩、狮岩、雪岩、鼠岩等景点，形成独特的龙盘狮蹲虎啸、群峰延绵的仙者景观，有“浙西名胜，东南灵洞”之誉。其间有狮、虎、牛、猴、鼠、蜥奇石怪洞，冬暖夏凉，犹如人间仙境，自古就有天地仙都之称。整个风景区规划为三叠岩、花岩、南垅湖、牛岩、三爪垅、井湾等六个大景区。
三叠岩风景区历史悠久、人文景观丰富。
唐高宗·德麟年间（661-666）就被元觉大师辟为佛门圣地，南宋度宗赵祺因双目失明，御医久治无效，曾“遣使祭其山”，并取岩内龙吻之水而复明，故赐三叠岩为“东南灵洞”、其水为“明目之水”。宋化胡则出贫寒农家，勤耕苦读而举考得中，任闽浙两府御史期间替百姓行道、救民于火、为官清廉而深受闽浙百姓拥戴，然因弹劾不避权贵，免官后隐居三叠岩，后被当地百姓专设胡公堂，供后人祭拜、敬仰。
明太祖朱元璋于元至正下九年（1359）被元军追击，逼迫无奈，隐于其内，巧逢蜘蛛结网而救，明太祖朱元璋封此地为“护国禅院”。登基后赐封三叠岩禅寺为“护国寺”，每年农历八月十三是三叠岩庙会，各路香客云集，游人纷至，故三叠岩称为皇帝洞，并一直为兵家帷幄之地，期间历经太平军待王李世贤、北伐孙权芳、抗战时期顾祝同等的指挥所。

## 人口
截至2011年末，湖镇镇辖区总人口50523人，其中城镇常住人口39991人，城镇化率79.2%。另有流动人口2391人。总人口中，男性25545人，占50.6%；女性24978人，占49.4%；14岁以下7040人，占13.9%；15~64岁38209人，占75.6%；65岁以上5274人，占10.5%，总人口中，以汉族为主，达50079人，占99.1%；有畲、布依、苗、水、土家、侗等14个少数民族，共444人，占0.9%，其中畲族270人，占少数民族人口的60.8%，人口密度为每平方千米493人。
截至2019年末，湖镇镇户籍人口为52047人。

## 行政区划
全镇辖阳湖社区1个社区，竺溪桥、东金、下童、新圆、塘马、上溪头、后陈、新建、联合、新光、星火、童家仓、童村、茆头、大坪、上下范、蒲塘、下田畈、彭塘、历寺、大路、马报桥、洪畈、下库、希塘、溪底杜、周家、龙廻陈、客路、文林、七都、地圩、隔塘、下潘、下叶、杨家、范家、张家埠、曹垅、坪湖、士元、茶厂新村、前江新村43个行政村　　

## 民俗

### 正月舞龙灯
湖镇乡民历来有正月里舞龙灯的习俗。正月里，各村均会组织龙灯、狮子（分软壳、硬壳）、貔貅、麒麟等挨家挨户的来拜年，有时半夜三更才会舞到自家门前，这时主人毕定会深夜起床，大开中门、燃放鞭炮，并给舞者发放红包，以讨吉彩。

### 传统小吃
传统小吃有糊、发糕、汤圆（咸，有馅）和葱花馒头，为本地所独有，极富特色。。

### 集市
每年农历的三月三日和九月十九日是湖镇的传统集市，是时四邻八乡村民客商均来赶集，甚至有远至福建、江西、安徽的客商，集市上商品琳琅满目，人头攒动，热闹非凡，即使在文革末年的70年代中叶亦是如此。

## 地名传说
湖镇三面有湖，据说，古时候这里经常闹水灾，是水龙王作怪，有得道高人降服水龙王后，在镇东北建塔一座（即舍利塔），用以镇水龙王，由是三湖得镇，是为“湖镇”。

## 荣誉称号
2021年4月，湖镇镇入选2021年度浙江省美丽城镇建设样板创建名单。

2021年9月，湖镇镇入选“2021年全国千强镇“。